# 洪儀線
洪儀線（ホンウィせん）は、朝鮮民主主義人民共和国羅先特別市先鋒区域にある洪儀駅から赤池駅までを結ぶ鉄道路線である。

## 概要
北朝鮮からロシアへ向かう連絡ルートを形成している。

## 駅一覧
- 駅所在地は全線羅先特別市先鋒区域内。

| 駅名   | 駅名   | 駅名    | 駅間キロ (km) | 累計キロ (km) | 接続路線               |
| 日本語 | 朝鮮語 | 英語    | 駅間キロ (km) | 累計キロ (km) | 接続路線               |
| ------ | ------ | ------- | ------------- | ------------- | ---------------------- |
| 洪儀駅 | 홍의역 | Hong'ŭi | 0.0           | 0.0           | 北朝鮮鉄道省：咸北線   |
| 赤池駅 | 적지역 | Chŏkji  |               |               | 北朝鮮鉄道省：豆満江線 |

## 参考資料
- 国分隼人（2007年）. 『将軍様の鉄道 北朝鮮鉄道事情』, 新潮社. ISBN 9784103037316